# Jennifer Freeman
Jennifer Nicole Freeman (ur. 20 października 1985 w Los Angeles) – amerykańska aktorka.
Znana głównie z roli w amerykańskim sitcomie On, ona i dzieciaki, w którym wcieliła się w postać Claire Kyle. Poślubiła Earla Watsona w dniu 1 sierpnia 2009 roku. Mają córkę Isabella Amour Watson, urodzoną w 2009 roku.